# الخضر (العراق)
مدينة الخضر هي مدينة عراقية، ومركز قضاء تتبع أداريا إلى محافظة المثنى في جنوب العراق ، وتبعد 32م من الجنوب الشرقي لمدينة السماوة، يبلغ عدد سكانها نحو 95 الف نسمة حسب أحصاء عام 2014، تقع على جانبي نهر الفرات.

## التسمية
سميت المدينة باسم الخضر نسبة إلى مقام الخضر الموجود في المدينة في الصوب الكبير لنهر الفرات حيث يزور هذا المقام الآلاف من سكان المحافظة في كل عام.

## الموقع الجغرافي
تقع مدينة الخضر في جنوب محافظة المثنى في جنوب العراق وتحاذيها من الشمال مدينة السماوة ومن الجنوب محافظة البصرة ومن الشرق محافظة ذي قار وتبلغ مساحة القضاء حوالي الف كم2 وهو ذو موقع استراتيجي.

## السكان
يسكن المدينة العديد من العشائر العربية التي شاركت في ثورة العشرين، وابرزها عشير بني حجيم وعشيرة بني سعد وعشيرة العبود وغيرها من العشائر في المدينة، ويقدر عدد سكان المدينة حوالي 87 الف أما القضاء فيقدر باكثر من 150 الف نسمة تقريبا عام 2013 بحسب موقع محافظة المثنى.

## أحياء المدينة
- الحي الصناعي
- حي الأنصار
- حي الخضر القديم
- الحي العسكري
- حي المقام (المدينة القديمة)
- الحي العصري
- حي الامام الحسن العسكري[2]
- ال بوريشة
- الصبية
- حي الزهراء
- الكوام
- الجولان
- الجوادين
- الكوثر
- الزهور
- العين[3]